# A1 TV
A1 TV è stata una delle maggiori TV private in Macedonia del Nord.

## Storia
È stata fondata il 22 gennaio 1993, come una delle prime TV private ed indipendenti in Macedonia. A1 TV trasmette vari programmi (informazione, cultura, arte, documentari, intrattenimento, sport e programmi per bambini).
A1 TV era una delle reti televisive più viste in Macedonia.
Il 2 luglio 2008 A1 ha fondato un nuovo canale TV chiamato A2. A2 trasmette le vecchie serie TV di A1, film e cartoni.
Il 31 luglio 2011 A1 TV, travolta dai debiti, cessa le sue trasmissioni.

## Programmi

### Serie televisive
- Dirty Sexy Money
- Los Serrano
- Hannah Montana
- 24
- Grey's Anatomy
- Desperate Housewives
- La vita secondo Jim
- The O.C.
- CSI: Scena del crimine
- CSI: Miami
- CSI: New York
- Lost
- Friends
- I Soprano
- Walker Texas Ranger
- South park

### Telenovelas
- Teen Angels
- El Desprecio
- Mi Prima Ciela